# Mamey (Meurthe-et-Moselle)
Mamey település Franciaországban, Meurthe-et-Moselle megyében. Lakosainak száma 335 fő (2022. január 1.). Mamey Fey-en-Haye, Limey-Remenauville, Lironville, Martincourt és Montauville községekkel határos.

## Népesség
A település népességének változása:
| Lakosok száma | 184  | 175  | 202  | 299  | 341  | 342  | 339  | 343  | 340  | 335  |
|               | 1968 | 1982 | 1990 | 2006 | 2013 | 2015 | 2017 | 2019 | 2020 | 2022 |